# Molophilus rasilis
Molophilus rasilis är en tvåvingeart som beskrevs av Alexander 1927. Molophilus rasilis ingår i släktet Molophilus och familjen småharkrankar. Inga underarter finns listade i Catalogue of Life.